# Cardedeu (kommun)
Cardedeu är en kommun i Spanien. Den ligger i provinsens Barcelona och regionen Katalonien, i den östra delen av landet Antalet invånare är 17 427. Arean är 12,2 kvadratkilometer. Cardedeu gränsar till Cànoves i Samalús, Llinars del Vallès, Sant Antoni de Vilamajor, La Roca del Vallès och Les Franqueses del Vallès. 
Terrängen i Cardedeu är platt.

## Galleri
- Nyhetsvideo (på katalanska) om lokalvalen 1979 (de första i kommunen efter Franco).